# Église Saint-Yon de Saint-Yon
L'église Saint-Yon de Saint-Yon est une église paroissiale catholique, dédiée à saint Yon, située dans la commune française de Saint-Yon et le département de l'Essonne.

## Historique
La construction de l'église, située sur un ancien oppidum, date du XIIe siècle.
L'église est largement restaurée et reconstruite aux XVIIe siècle et XIXe siècle.
Depuis un arrêté du 2 février 1948, l'église est inscrite au titre des monuments historiques.

## Description
Le portail date du XIIe siècle.

## Pour approfondir